# Csaba Cséke
Csaba Cséke (* 17. November 1974) ist ein ehemaliger ungarischer Biathlet und Skilangläufer. In beiden Wettbewerben nahm er an zusammen acht Weltmeisterschaften teil.
Csaba Cséke bestritt sein erstes Großereignis im Rahmen der Sommerbiathlon-Weltmeisterschaften 1998 in Osrblie. Im Sprint wurde er 63. Es dauerte mehr als vier Jahre, dass der Ungar 2002 in Lahti erstmals im Biathlon-Weltcup startete und 96. des Sprints wurde. Erste Wintertitelkämpfe wurden die Biathlon-Europameisterschaften 2003 in Forni Avoltri. Cséke wurde 51. im Einzel, 57. des Sprints und 53. im Verfolgungsrennen. An selber Stelle trat er auch bei den Sommerbiathlon-Weltmeisterschaften 2003 an und belegte die Ränge 32 im Sprint und 28 in der Verfolgung. In der folgenden Saison konnte Cséke erstmals bei den Biathlon-Weltmeisterschaften 2003 in Oberhof starten, wo der Ungar 98. im Einzel und 106. im Sprint wurde. Seine besten Leistungen erreichte er bei den Biathlon-Weltmeisterschaften 2004 in Cesana San Sicario. Während er im Sprint nur 106. wurde, schaffte er es im Einzel auf den 16. Platz bei 110 Startern. Im Weltcup schaffte Cséke in Pokljuka als 91. eines Sprints sein bislang bestes Resultat. In Hochfilzen trat er erneut bei Weltmeisterschaften an und wurde 103. im Einzel und 101. im Sprint. Seine Dritte WM lief er 2007 in Antholz und belegte sie Plätze 110 im Einzel und 99 im Sprint. Die Biathlon-Europameisterschaften 2008 in Nové Město na Moravě brachten die Ränge 73 im Einzel und 79 im Sprint. Von 2007 bis 2009 wurde Cséke vermehrt im Europacup eingesetzt.
Von 2005 bis 2013 trat Csaba Cséke auch in internationalen Skilanglaufrennen an. In Oberstdorf startete er bei den Nordischen Skiweltmeisterschaften 2005 und wurde Sprint-75. Zwei Jahre später wurde der Ungar in Sapporo 66. des Sprints, 90. über 15 Kilometer und erreichte in der Verfolgung nicht das Ziel. Bei den Nordischen Skiweltmeisterschaften 2011 in Oslo belegte er den 99. Platz über 15 km klassisch und bei den Nordischen Skiweltmeisterschaften 2013 im Val di Fiemme den 109. Rang im Sprint.

## Biathlon-Weltcup-Platzierungen
Die Tabelle zeigt alle Platzierungen (je nach Austragungsjahr einschließlich Olympische Spiele und Weltmeisterschaften).
- 1.–3. Platz: Anzahl der Podiumsplatzierungen
- Top 10: Anzahl der Platzierungen unter den ersten zehn (einschließlich Podium)
- Punkteränge: Anzahl der Platzierungen innerhalb der Punkteränge (einschließlich Podium und Top 10)
- Starts: Anzahl gelaufener Rennen in der jeweiligen Disziplin

| Platzierung         | Einzel | Sprint | Verfolgung | Massenstart | Staffel | Gesamt |
| ------------------- | ------ | ------ | ---------- | ----------- | ------- | ------ |
| 1. Platz            |        |        |            |             |         |        |
| 2. Platz            |        |        |            |             |         |        |
| 3. Platz            |        |        |            |             |         |        |
| Top 10              |        |        |            |             |         |        |
| Punkteränge         |        |        |            |             |         |        |
| Starts              | 11     | 30     |            |             |         | 41     |
| Stand: Karriereende |        |        |            |             |         |        |